# سليمان بن أرقم
أبو معاذ سليمان بن أرقم الأنصاري مولى بني قريظة، من رواة الحديث النبوي المتروكين، عاش في اليمامة بالبصرة، درس العلم عن الحسن البصري، والسدي الكبير، وجعفر بن أبي وحشية اليشكري، وسليمان بن مهران الأعمش، وصالح بن كيسان الدوسي، وعبد الكريم بن أبي المخارق، وابن جريج، وعطاء بن أبي رباح، ومحمد بن سيرين، ومحمد بن شهاب الزهري، ونافع مولى ابن عمر، ويحيى بن أبي كثير، ومحمد بن عبد الرحمن بن نباتة.

## سيرته
قدم سليمان بن أرقم إلي بغداد بالعراق وحدث بها عن الحسن البصري وابن شهاب الزهري، ويحيى بن أبي كثير.

## علمه
روى عن الحسن البصري ، والزهري.

## تلاميذه
إسماعيل بن أبي أويس الأصبحي، وإسماعيل بن عمر الواسطي، وإسماعيل بن عياش العنسي، والحسين بن الوليد القرشي، الحسين بن محمد التميمي، والفضل بن دكين الملائي، والقاسم بن يحيى الهلالي، والقاسم بن يزيد الجرمي، وبشر بن محمد السختياني، وبقية بن الوليد الكلاعي، وجرير بن عبد الحميد الضبي، وحماد بن سلمة البصري، وزيد بن الحباب التميمي، وشبابة بن سوار الفزاري، والعباس بن الفضل الأنصاري، وعبد الرحيم بن سليمان الكناني، عبد القدوس بن الحجاج الخولاني، وعبيد الله بن يزيد القردواني، وعلي بن ثابت الجزري، ومحمد بن إسماعيل البخاري، ومحبوب بن الحسن القرشي، ومحمد بن القاسم الأسدي، ومحمد بن حمير السليحي، ومحمد بن سلمة الباهلي، ومحمد بن عبد الله التيمي، ومحمد بن عبد الله المروزي، ومحمد بن شهاب الزهري، ومصعب بن المقدام الخثعمي، وموسى بن عقبة القرشي، ويحيى بن أبي بكير القيسي، ويحيى بن حمزة الحضرمي، ويحيى بن سعيد الأموي، ويزيد بن هارون الواسطي، و إسحاق بن إسماعيل الرازي، وإسماعيل بن إبراهيم المؤدب، وسلم بن سليمان الضبي، وصالح بن واقد الليثي، وعامر بن سيار الرقي، وعباد بن زكريا الصريمي، وعبد الرحيم بن موسى القرشي، وعبد العزيز بن أبان القرشي، وعبد العزيز بن بحر المروزي، وعبد الله بن بزيع الأنصاري، وعبد الله بن يزيد الحراني، وعلي بن حمزة الكسائي، وعلي بن مجاهد الرازي، وعمر بن حميد الدينوري، وعمر بن نجيح الليثي، وعمران بن معروف السدوسي، وعيسى بن واقد البصري، ومحمد بن عبد الملك الأزدي، ويحيى بن سلام التميمي.

## الآراء حوله
قال الحاكم الكبير: متروك الحديث
قال أبو أحمد بن عدي الجرجاني: له أحاديث صالة، وعامة ما يرويه لا يتابع عليه.
قال أبو بكر البيهقي: متروك، ومرة: لا يحتج به، ومرة: ضعيف.
قال أبو جعفر العقيلي: نقل عن يزيد بن هارون أبو حاتم الرازي : متروك الحديث.
قال ابن حبان: يقلب الأخبار ويروي عن الثقات الموضوعات.
قال أبو داود: متروك الحديث.
قال أبو زرعة الرازي: ضعيف الحديث، ذاهب الحديث.
قال الترمذي: متروك الحديث، ومرة: ضعيف عند أهل الحديث.
قال أحمد بن حنبل: ليس بشيء، ومرة: لا يسوي حديثه شيئا ولا يروي عنه الحديث.
قال النسائي: متروك الحديث، ومرة: لا يكتب حديثه، ومرة: ضعيف.
قال أبو إسحاق الجوزجاني: ساقط.
قال ابن حجر العسقلاني: ضعيف.
قال الدارقطني: متروك الحديث، وقال مرة، ضعيف.
قال الذهبي: متروك.
قال ابن خراش المروزي: متروك الحديث.
قال عمرو بن علي الفلاس: ليس بثقة، روى أحاديث منكرة.
قال البخاري: تركوه، ومرة: متروك الحديث.
قال مسلم: منكر الحديث.
قال محمد بن عبد الله الأنصاري: كانوا ينهونا عنه ونحن شباب وذكر أمرا عظيما.
قال يحيى بن معين: ليس بشيء ليس يسوي فلسا.